# Jinjimili
Jinjimili è una circoscrizione rurale (rural ward) della Tanzania situata nel distretto di Magu, regione di Mwanza. Conta una popolazione di 10 167 abitanti (censimento 2012).